# Muzamuza Corona
Muzamuza Corona est une corona, formation géologique en forme de couronne, située sur la planète Vénus par 65,6° N et 205,4° E. Elle est localisée dans le quadrangle de Pandrosos Dorsa. Elle a été nommée en référence à Muzamuza, déesse indienne de la Terre. 

## Géographie et géologie
Muzamuza Corona couvre une surface circulaire d'environ 163 km de diamètre. 